# 雅基·萨夫拉
雅基·萨夫拉 （Jacqui Safra；1940年—）是一位日内瓦投资人，大英百科全书公司老板。

## 生平
他出生于一个银行家家庭，叔叔是银行家埃德蒙·萨夫拉。他毕业于宾夕法尼亚大学沃顿商学院，曾在纽约共和国民银行工作。

## 逸事
萨夫拉曾以J·E·博凯尔（J.E. Beaucaire）的假名在三部电影里跑过龙套，并通过斯威特兰影业（Sweetland Films）资助了八部伍迪·艾伦电影。他的伴侣珍（Jean Doumanian）是一名美国制片人，也是艾伦的好友。